# Beckova vila (Nová Paka)
Beckova vila (též vila stavitele Becka nebo rodinná vila čp. 523) je rodinný dům stavitele Viléma Becka v Nové Pace.

## Historie
Architektonický návrh pro novopackého podnikatele Viléma Becka připravil pražský architekt Josef Jánský v roce 1902. Výstavba pak proběhla v roce 1904 (1903).
Od roku 2022 je vila kulturní památkou.

## Architektura
Samostatně stojící dům na přibližně čtvercovém půdorysu má dvě nadzemní podlaží, vyšší je podkrovní a kryté sedlovou střechou. Dvě z průčelí domu jsou zdobena štíty s valbičkou vynesenou na vaznicích a s dřevěnou kružbou. Na východní straně domu je připojena dřevěná krytá veranda. Severnímu průčelí dominuje balkón na krakorcích s čabraky. Okna domu jsou vsazena v šambránách s oblým nárožím. Hlavní vstup do objektu je umístěn v západní stěně a má podobu kazetových dveří se skleněnými výplněmi s dekorativní mříží a s nápadnou markýzou nad vchodem.
Stavba je zachována v původní podobě z počátku 20. století –⁠⁠⁠ stylově lze hovořit o secesi –⁠⁠⁠ a to jak v exteriéru, kde neproběhly žádné výrazné stavební změny, tak v interiéru, kde je zachována jak původní dispozice, tak množství truhlářských, kovářských, kamenických, klempířských a sklenářských prvků.
V jihozápadních cípu zahrady se nachází další samostatně stojící objekt, tzv. kancelář. Ta byla původně určena jako pracovní prostor pro vlastníka domu. Dům stojí na obdélném půdorysu a je zakončen valbovou střechou. Opakuje se zde nicméně motiv zdobených štítů s valbičkou vynesenou na vaznicích a s dřevěnou kružbou.